# HD 102150
HD 102150，又名CD-48 6777，SAO 222997、HR 4516，是一颗恒星，视星等为6.26，位于銀經291.91，銀緯12.38，其B1900.0坐标为赤經11h 40m 17s，赤緯-48° 12.38′ 54″。